# Charlotte Radcliffe
Charlotte Ellen Radcliffe (Garston, Merseyside, 3 d'agost de 1903 - Liverpool, Merseyside, 12 de desembre de 1979) va ser una nedadora anglesa que va prendre part en els Jocs Olímpics de 1920 d'Anvers. Disputà dues proves del programa de natació, els 100 metres lliures, en què fou eliminada en sèries; i el relleu 4 x 100 metres lliures, en què guanyà la medalla de plata formant equip amb Constance Jeans, Hilda James i Grace McKenzie.
Era la bestia de la fondista Paula Radcliffe.